# CHa-16
CHa-16 — мисливець за підводними човнами Імперського флоту Японії, який брав участь у Другій світовій війні.
CHa-16 належав до серії допоміжних мисливців, споруджених з використанням можливостей малих суднобудівних підприємств. Ці кораблі мали дерев'яний корпус та при зникненні зацікавленості в них зі сторони збройних сил мали бути перетворені на риболовецькі судна.
Спорудження корпусу CHa-16 здійснили на верфі в Нісії (Nishii), а його оснащення озброєнням провели на верфі ВМФ у Куре.
Кілька місців корабель ніс службу в районі порту Саєкі (північно-східне узбережжя Кюсю), а в серпні 1943-го був включений до 83-го охоронного загону, що діяв у Меланезії. 2—17 вересня CHa-16 у складі конвою № 3902 пройшов з Йокосуки на Трук (розташована в центральній частині Каролінських островів головна японська база в Океанії), а 18 вересня в конвої № 1212 вийшов далі на південь до Рабаула (головна передова база в архіпелазі Бісмарка).
Відомо, що 25 грудня 1943-го CHa-16 надавав сприяння (буксирувальні роботи) тральщику W-21 у тралінні в районі Кавієнгу (друга за значенням японська база в архіпелазі Бісмарка, розташована на північному завершенні острова Нова Ірландія).
16 лютого 1944-го CHa-16 перебував у районі Кавієнгу, де був виявлений та потоплений літаками B-25.